# Allocosa wittei
Allocosa wittei là một loài nhện trong họ wolfspinnen (Lycosidae).
Loài này thuộc chi Allocosa. Allocosa wittei được Carl Friedrich Roewer miêu tả năm 1959.